# Polnische Badminton-Mannschaftsmeisterschaft 2003
Die Polnische Badminton-Mannschaftsmeisterschaft der Saison 2002/2003 gewann das Team von SKB Litpol-Malow Suwałki. Es war die 30. Austragung der Titelkämpfe.

## Endstand
| Platz | Mannschaft                 |
| ----- | -------------------------- |
| 1.    | SKB Litpol-Malow Suwałki   |
| 2.    | Technik Głubczyce          |
| 3.    | Hubal Białystok            |
| 4.    | Ruch Piotrków Trybunalski  |
| 5.    | AZS Kraków                 |
| 6.    | Piast-B Słupsk             |
| 7.    | Orlicz Suchedniów          |
| 8.    | OŚ AZS Łódź                |
| 9.    | Warmia Olsztyn             |
| 10.   | Masovia Płock              |
| 11.   | PTS Puszczykowo            |
| 12.   | AZS UW Warszawa            |
| 13.   | Stal Nowa Dęba             |
| 14.   | SKB Litpol-Malow Suwałki 2 |
| 15.   | Sparta Złotów              |